# Analyseur de spectre
Pour les articles homonymes, voir Analyseur.

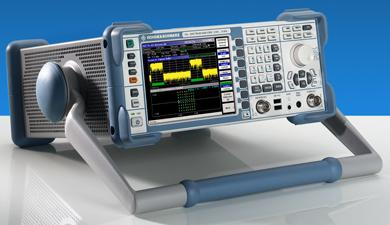
Un analyseur de spectre

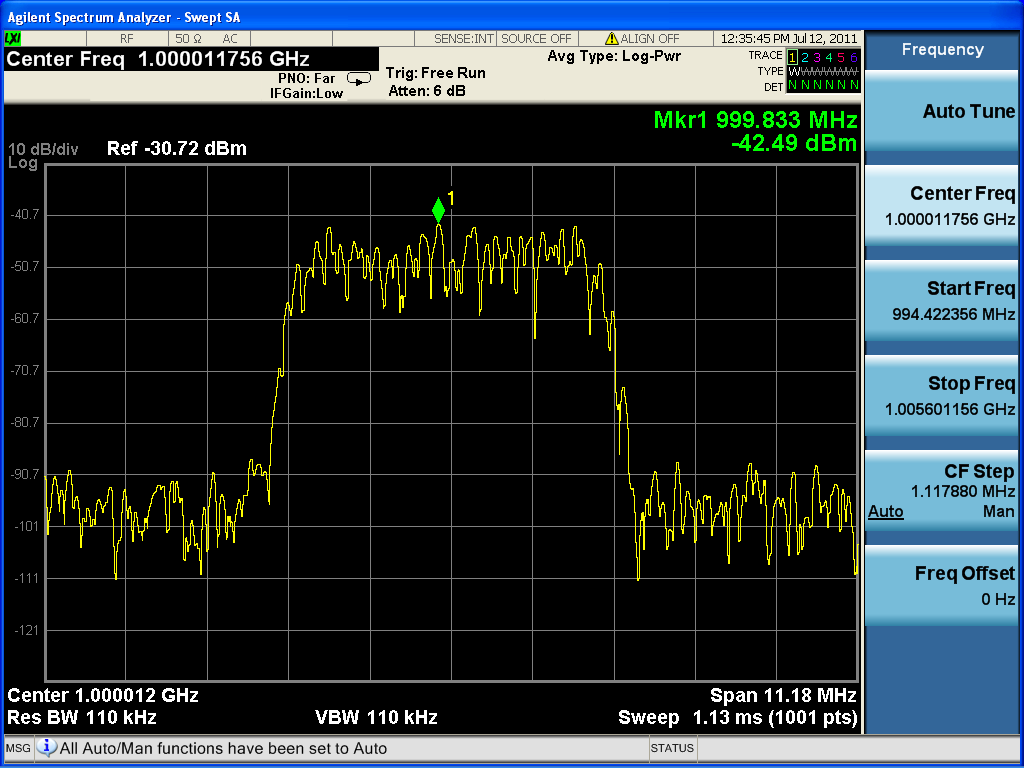
Affichage d'un analyseur de spectre

Un analyseur de spectre est un instrument de mesure (ou un logiciel sur ordinateur ou  smartphone/tablette) destiné à afficher un signal dans le domaine fréquentiel contrairement à un oscilloscope qui affiche le signal dans le domaine temporel. Les signaux peuvent être de natures diverses : électrique, optique, sonore, radioélectrique.

## Classification

### Classification par type de mesure

#### Analyseur de spectre électrique
Un analyseur de spectre électrique permet la mesure de la tension de signaux électriques dans le domaine fréquentiel. Les mesures peuvent aller de quelques dixièmes de Hz à plusieurs centaines de GHz.

#### Analyseur de réseau
Un analyseur de réseau est un analyseur de spectre électrique équipé d'un générateur de signaux, permettant ainsi l'analyse fréquentielle des lignes de transmission. Cependant il ne permet pas d'analyser les réseaux sans fils.

#### Analyseur de champ électromagnétique
Un analyseur de champ électromagnétique permet la mesure des champs magnétique et électrique issus de matériels électroniques, afin notamment de respecter les normes de compatibilité électromagnétique.

#### Spectromètre
Un spectromètre est un analyseur de spectre de signaux optiques, il est utilisé en chimie pour identifier la composition physique de matériaux, en laboratoire pour élaborer des diodes électroluminescentes.

#### Spectrogramme
Un sonagramme est un analyseur de spectre audio en fonction du temps. Il représente en abscisse le temps, en ordonnée les fréquences. La couleur de chaque point ainsi obtenu dépend de la puissance dans une bande de fréquence et à un instant donnés. Il peut être utilisé pour de l'analyse musicale, ou pour déterminer la signature vocale/reconnaissance vocale.

### Classification par type de traitement

#### Analyseur à balayage
Un analyseur à balayage (Swept-tuned spectrum analyzer) mesure la répartition en fréquence d'un signal en analysant chacune des fréquences séparément. Le principe est d'utiliser soit un filtre passe-bande glissant (Tuned-filter spectrum analyzer), soit par la multiplication du signal avec un oscillateur à fréquence variable (Hétérodyne spectrum analyzer).

#### Analyseur temps réel
Un analyseur en temps réel (Real-time spectrum analyzer) réalise la conversion simultanée d'un signal dans une bande de fréquence. Les analyseurs à filtres parallèles utilisent plusieurs filtres passe-bande, chacun avec une fréquence différente. Les analyseurs FFT convertissent le signal numérisé dans le domaine fréquentiel à l'aide d'une transformation mathématique appelée : transformée de Fourier rapide, issue des équations de la version discrète de la transformée de Fourier.